# Консервант
Консерванти са вещества, използвани широко в хранителната, козметичната, фармацевтичната, дървообработващата и др. промишлености, които служат за предотвратяване и намаляване на разграждането и/или развалянето на продукта вследствие микробно развитие и/или нежелани химични промени.

## История
Още в древни времена хората са използвали консерванти за да подсигурят дълготрайност на хранителни продукти от животински и растителен произход. Първоначално са се използвали каменна сол, мед, вино, по-късно винен оцет и алкохол.
Освен за съхраняване на храни, древните хора са мумифицирали своите фараони, царе и вождове, като при този процес са се използвали мед, восък, нефт и ароматни растения.

## Модерни времена
През XIX и ХХ век химическите консерванти от природен и синтетичен произход получават много широко приложение в хранителната, козметичната и фармацевтична промишленост. Първоначално се използвали серниста киселина, салицилова киселина, бензоатна киселина и техните соли.
В средата и особено в края на ХХ век, с цел оптимизация на положителното действие на консервантите, за всяка група продукти са разработени специални балансирани смеси от консерванти (E200-E299), обезпечаващи универсалното им приложение. Широкото им приложение е ограничено в края на века, като в някои страни определени консерванти са забранени или ограничени от здравните министерства.
Наличието на тези консерванти трябва да бъде изрично упоменато върху етикета на всеки продукт, в чийто състав влизат.